# Красново (Калининский район)
Красно́во — деревня в Калининском районе Тверской области. Относится к Никулинскому сельскому поселению.
Расположена к западу от Твери, в 6 км от Мигалово (район в г. Тверь), на правом берегу Волги.
В 2013 году — около 40 хозяйств, 50 жителей. Около половины домов используются как дачи родственниками ранее проживавших местных жителей.
Входила в колхоз «Имени Калинина» с деревнями Мотавино и Опарино.
Дачная местность. Несколько садовых товариществ, база отдыха, пионерлагеря. В сторону деревни Рябеево — гостиничное хозяйство администрации Тверской области.
В районе деревни археологический памятник — селище VIII—XV веков.